# Běrunice
Běrunice – gmina w Czechach, w powiecie Nymburk, w kraju środkowoczeskim. Według danych z 2021 liczyła 850 mieszkańców.
W miejscowości jest przystanek kolejowy Běrunice.